# Bouldering ai Giochi mondiali sulla spiaggia
Il bouldering è inserito nel programma dei Giochi mondiali sulla spiaggia sin dall'edizione inaugurale che si è svolta nel 2019, comprendendo una gara individuale maschile e un'analoga gara individuale femminile. 

## Edizioni
| Giochi | Anno | Sede | Gare |
| ------ | ---- | ---- | ---- |
| I      | 2019 | Doha | 2    |

## Medagliere complessivo
| Posizione | Paese    | Oro | Argento | Bronzo | Totale |
| --------- | -------- | --- | ------- | ------ | ------ |
| 1         | Giappone | 2   | 1       | 0      | 3      |
| 2         | Svizzera | 0   | 1       | 0      | 1      |
| 3         | Germania | 0   | 0       | 1      | 1      |
| 3         | Slovenia | 0   | 0       | 1      | 1      |
| Totale    | Totale   | 2   | 2       | 2      | 6      |